# نظر هر کس برای خودش معتبر است
عقیده هر کسی برای خودش معتبر است (یا من حق دارم نظر شخصی خودم را داشته باشم) یک مغالطه غیررسمی است که در آن کسی با ادعای اینکه حق دارد دیدگاه خاص خود را داشته باشد، استدلال های مخالف موضع خود را رد می کند. این بیان نمونه ای از مغالطه نکته انحرافی و یا کلیشه ای پایان دهنده است. این مغالطه گاهی اوقات به عنوان "بیایید موافقت کنیم که ما با هم مخالفیم " ارائه می شود. اینکه شخص دارای حق یا استحقاق خاصی است، به درست یا نادرست بودن ادعای او مرتبط نیست. در جایی که اعتراضی به یک عقیده صورت می گیرد، اظهار حق بر عقیده، مراحل معمول گفتمان را برای اثبات توجیه آن باور یا استدلال علیه اعتبار اعتراض کنار می گذارد.
فیلسوف پاتریک استوکس، این عبارت را مشکل‌ساز توصیف کرده است، زیرا اغلب برای دفاع از مواضع غیرقابل دفاع واقعی یا دلالت بر «حق برابر برای شنیده شدن در مورد موضوعی که فقط یکی از دو طرف دارای تخصص مربوطه است» استفاده می‌شود.
فیلسوف خوزه اورتگا و گاست در سال 1930 در کتاب شورش توده ها نوشت:
گونه‌ای فاشیست و سندیکالیست با اولین ظهور نوعی از انسان مشخص شد که به «دلیل آوردن یا حتی درست بودن اهمیتی نمی‌داد»، اما به سادگی مصمم بود عقاید خود را تحمیل کند. این امر تازه‌ای بود: حقّ بر درست نبودن، معقول نبودن: "دلیلِ بر بی‌دلیل بودن."

## مراجع
1. ↑  Whyte, Jamie (August 9, 2004). "Sorry, but you are not entitled to your opinion". The Times. Archived from the original on December 12, 2013. Alt URL
2. ↑  Bestgen, Benjamin (16 September 2020). "The right to my opinion (Free Speech I)". Scottish Legal News. Retrieved 5 June 2021.
3. ↑  Godden, David (2014). "Teaching rational entitlement and responsibility: a Socratic exercise". Informal Logic. 34 (1): 124–151. doi:10.22329/il.v34i1.3882.
4. ↑  Stokes, Patrick (4 October 2012). "No, you're not entitled to your opinion". The Conversation (به انگلیسی). Retrieved 7 April 2017.
5. ↑  الگو:نقل به کتاب